# Melissa Auf der Maur

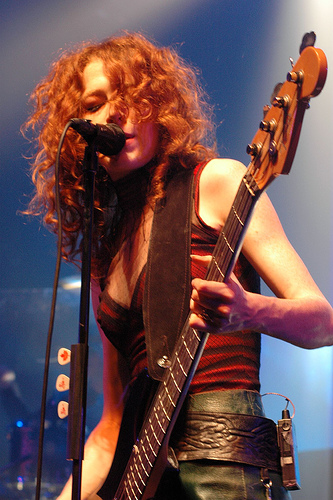
Melissa Auf der Maur (2005)

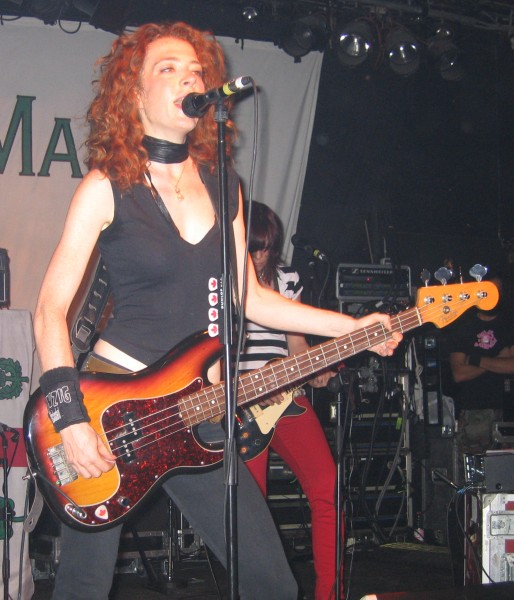
Auf der Maur (2004)

Melissa Gaboriau Auf der Maur (* 17. März 1972 in Montreal, Québec) ist eine kanadische Rockmusikerin.

## Leben
Auf der Maur ist die Tochter des Politikers Nick Auf der Maur und der Dramatikerin und Übersetzerin Linda Gaboriau. Ein Onkel ist der Schweizer Philosoph und Theologe Hansjörg Auf der Maur. In ihrer Kindheit wurde sie englischsprachig erzogen und lernte erst später die französische Sprache. Auf der Maur ist eine studierte Fotografin und Absolventin der Concordia University.
1994 trat sie als Bassistin der Band Hole bei, bei der sie die Nachfolge der verstorbenen Kristen Pfaff antrat. Mit Hole spielte sie  zwei Alben ein, My Body, The Hand Grenade und Celebrity Skin. 1999 wechselte sie dann zu den Smashing Pumpkins, nachdem die ursprüngliche Bassistin D’arcy Wretzky die Band verlassen hatte. Mit den Smashing Pumpkins spielte sie auf der „Sacred and Profane“-Tour. Ende 2000 lösten sich die Smashing Pumpkins auf.
2002 nahm sie mit der französischen Band Indochine das Duett Le Grand Secret auf. Im Jahre 2003 startete sie schließlich das Soloprojekt Auf der Maur und veröffentlichte am 2. Februar 2004 das gleichnamige Debütalbum. Als musikalische Unterstützung gewann sie neben ihren ehemaligen Bandmitgliedern James Iha (Smashing Pumpkins und A Perfect Circle) und Eric Erlandson (Hole) auch Josh Homme und Nick Oliveri von den Queens of the Stone Age, Mark Lanegan von den Screaming Trees, Twiggy Ramirez, den Bassisten von Marilyn Manson, und viele andere. Vom Song Taste You nahm sie neben einer englischen auch eine französische Version auf. Im selben Jahr spielte sie in der Fernsehserie The Greatest Canadian mit. Im November nahm sie an der Love Metal-Tour teil.
Seit 2010 betreibt Melissa Auf der Maur zusammen mit ihrem Ehemann, dem Filmemacher Tony Stone, das alternative Kulturzentrum Basilica Hudson in der nachgenutzten Fabrikhalle einer ehemaligen Gießerei in der Stadt Hudson, New York, worin Konzerte, Kunstausstellungen und literarische Lesungen stattfinden. Mit ihrem Ehemann Tony Stone hat Auf der Maur eine Tochter namens River (* Oktober 2011).

## Diskografie
Alben
- 2004: Auf der Maur
- 2010: Out of Our Minds

Singles
- 2004: Followed The Waves
- 2004: Real a Lie
- 2004: Taste You (Erschienen in englischer und französischer Sprache)
- 2008: This Would Be Paradise
- 2008: Out of Our Minds
- 2010: Meet Me on the Darkside

Mit Hole
- 1997: My Body, The Hand Grenade (Album)
- 1998: Celebrity Skin (Album)

Mit The Smashing Pumpkins
- 2001: Judas O (Bass auf „Rock On“)